# П'єр-Еміль Гейб'єрг
П'єр-Еміль Гейб'єрг (дан. Pierre-Emile Højbjerg, нар. 5 серпня 1995, Копенгаген, Данія) — данський футболіст, центральний півзахисник французького «Марселя» та національної збірної Данії.
У складі «Баварії» став дворазовим чемпіоном Німеччини, володарем Кубка Німеччини та клубним чемпіоном світу.

## Клубна кар'єра
Розпочав займатись футболом в дитячій академії «Копенгагена», але 2010 року приєднався до «Брондбю», де також виступав на юнацькому рівні. 2011 року названий гравцем року Данії у віці до 17 років.
2012 року потрапив до структури мюнхенської «Баварії». Чудова гра у другій команді «Баварії» (8 голів в 30 матчах) призвела до виклику залучення данця до ігор основної команди і в березні 2013 року він з'явився на лавці запасних у матчі «Баварії» проти леверкузенського «Баєра», але на поле так і не з'явився. Той матч був єдиним програним матчем команди за весь рік в Бундеслізі 2012/13. У віці 17 років і 251 дні, 13 квітня 2013 року, він здійснив свій професійний дебют у вищому дивізіоні німецького чемпіонату (і вищому дивізіоні взагалі), вийшовши на заміну Джердану Шачірі в матчі проти «Нюрнберга», який закінчився перемогою «Баварії» з рахунком 4:0. У той момент він став наймолодшим гравцем, коли-небудь грав за мюнхенців у Бундеслізі. Попередній рекорд належав Давіду Алабі (17 років і 256 днів). 4 травня 2013 року півзахисник провів свій другий і останній в тому сезоні матч в Бундеслізі проти «Боруссії» (Дортмунд) (1:1), коли замінив на 92 хвилині Луїса Густаву.
З сезону 2013/14 став частіше залучатись до матчів основної команди та навіть потрапив в заявку на переможний фінал клубного чемпіонату світу 2013 року, проте на поле так і не вийшов. Всього встиг відіграти за мюнхенський клуб 16 матчів в національному чемпіонаті.
В серпні 2020 року П'єр-Еміль Гейб'єрг став футболістом «Тоттенгем Готспур».
22 липня 2024 року приєднався на умовах оренди до складу французького клубу «Олімпік» (Марсель). 31 травня 2025 року французький клуб викупив контракт данця.

## Виступи за збірні
2010 року дебютував у складі юнацької збірної Данії, взяв участь у 30 іграх на юнацькому рівні, відзначившись 8 забитими голами.
З 2013 року залучався до складу молодіжної збірної Данії. На молодіжному рівні зіграв у 8 офіційних матчах, забив 4 голи.
2014 року дебютував в офіційних матчах у складі національної збірної Данії. Наразі провів у формі головної команди країни 88 матчів, забивши 11 голів. 
| Дата       | Місто      | Господарі            | Результат          | Гості       | Турнір            | Голи | Примітки |
| ---------- | ---------- | -------------------- | ------------------ | ----------- | ----------------- | ---- | -------- |
| 28-5-2014  | Копенгаген | Данія                | 1 – 0              | Швеція      | товариський матч  | -    |          |
| 3-9-2014   | Оденсе     | Данія                | 1 – 2              | Туреччина   | товариський матч  | -    |          |
| 7-9-2014   | Копенгаген | Данія                | 2 – 1              | Вірменія    | Відбір до ЧЄ 2016 | 1    | 54'      |
| 11-10-2014 | Ельбасан   | Албанія              | 1 – 1              | Данія       | Відбір до ЧЄ 2016 | -    | 79'      |
| 14-10-2014 | Копенгаген | Данія                | 0 – 1              | Португалія  | Відбір до ЧЄ 2016 | -    |          |
| 8-6-2015   | Віборг     | Данія                | 2 – 1              | Чорногорія  | товариський матч  | -    | 63'      |
| 13-6-2015  | Копенгаген | Данія                | 2 – 0              | Сербія      | Відбір до ЧЄ 2016 | -    |          |
| 4-9-2015   | Копенгаген | Данія                | 0 – 0              | Албанія     | Відбір до ЧЄ 2016 | -    |          |
| 7-9-2015   | Єреван     | Вірменія             | 0 – 0              | Данія       | Відбір до ЧЄ 2016 | -    |          |
| 8-10-2015  | Брага      | Португалія           | 1 – 0              | Данія       | Відбір до ЧЄ 2016 | -    | 25' 46'  |
| 11-10-2015 | Копенгаген | Данія                | 1 – 2              | Франція     | товариський матч  | -    | 46'      |
| 14-11-2015 | Стокгольм  | Швеція               | 2 – 1              | Данія       | Відбір до ЧЄ 2016 | -    | 54'      |
| 17-11-2015 | Копенгаген | Данія                | 2 – 2              | Швеція      | Відбір до ЧЄ 2016 | -    | 78'      |
| 24-3-2016  | Гернінг    | Данія                | 2 – 1              | Ісландія    | товариський матч  | -    | 83'      |
| 29-3-2016  | Глазго     | Шотландія            | 1 – 0              | Данія       | товариський матч  | -    |          |
| 3-6-2016   | Тойота     | Боснія і Герцеговина | 2 – 2 (4 – 3 п.п.) | Данія       | Кубок Кірін       | -    | 61'      |
| 7-6-2016   | Суйта      | Данія                | 4 – 0              | Болгарія    | Кубок Кірін       | -    |          |
| 31-8-2016  | Горсенс    | Данія                | 5 – 0              | Ліхтенштейн | товариський матч  | -    | 46'      |
| 4-9-2016   | Копенгаген | Данія                | 1 – 0              | Вірменія    | Відбір до ЧС 2018 | -    | 81'      |
| 8-10-2016  | Варшава    | Польща               | 3 – 2              | Данія       | Відбір до ЧС 2018 | -    |          |
| 11-10-2016 | Копенгаген | Данія                | 0 – 1              | Чорногорія  | Відбір до ЧС 2018 | -    | 63'      |
| Усього     |            | Матчів               | 21                 |             | Голів             | 1    |          |

## Досягнення
- Чемпіон Німеччини:

«Баварія» (Мюнхен): 2012-13, 2013-14
- Володар кубка Німеччини:

«Баварія»: 2012-13, 2013-14
- Переможець Ліги чемпіонів УЄФА:

«Баварія»: 2012-13
- Володар Суперкубка УЄФА:

«Баварія»: 2013
- Клубний чемпіон світу:

«Баварія»: 2013
- Данський футболіст року (1): 2022

## Факти
- Прикладом для наслідування в грі для нього є Зінедін Зідан[11].
- Гейб'єрг також має ще французьке громадянство, оскільки його мати — напівфранцуженка[12]